# Keflavík ÍF
Keflavik ÍF is een IJslandse voetbalclub uit Keflavík. De club werd in 1929 opgericht als UMFK Keflavík en nam in 1956 de huidige naam aan na een fusie met KFK Keflavik. De club werd vier keer landskampioen en drie keer bekerwinnaar.

## Geschiedenis
De club speelde in 1958 voor het eerst in de hoogste klasse en degradeerde in 1960. In 1963 keerde de club terug en kon 17 seizoenen standhouden. Dan speelde de club nog van 1982 tot 1989 in de hoogste klasse en sinds 1993. In 2015 degradeerde de club naar de 1. deild karla. In 2018 keerde Keflavik terug op het hoogste niveau maar moest na één seizoen alweer een stapje terug doen.

## Erelijst
- Landskampioen (4x)

1964, 1969, 1971, 1973
- Beker van IJsland (3x)

Winnaar: 1975, 1997, 2004, 2006
Finalist: 1973, 1982, 1985, 1988, 1993
- Supercup (2x)

1969, 1971

## Eindklasseringen
- 2000 6e
Úrvalsdeild
- 2001 6e
Úrvalsdeild
- 2002 9e
Úrvalsdeild
- 2003 1e
1. deild karla
- 2004 5e
Úrvalsdeild
- 2005 4e
Úrvalsdeild
- 2006 4e
Úrvalsdeild
- 2007 6e
Úrvalsdeild
- 2008 2e
Úrvalsdeild
- 2009 6e
Úrvalsdeild
- 2010 6e
Úrvalsdeild
- 2011 8e
Úrvalsdeild
- 2012 9e
Úrvalsdeild
- 2013 9e
Úrvalsdeild
- 2014 8e
Úrvalsdeild
- 2015 12e
Úrvalsdeild
- 2016 3e
1. deild karla
- 2017 2e
1. deild karla
- 2018 12e
Úrvalsdeild
- 2019 5e
1. deild karla
- 2020 1e
1. deild karla
- 2021 10e
Úrvalsdeild
- 2022 7e
Úrvalsdeild
- 2023 12e
Úrvalsdeild
- 2024 2e
1. deild karla

- Úrvalsdeild
- 1. deild karla

## ÍB Keflavík in Europa
ÍB Keflavík speelt sinds 1965 in diverse Europese competities. Hieronder staan de competities en in welke seizoenen de club deelnam:
- Europacup I (4x)

1965/66, 1970/71, 1972/73, 1974/75
- Europa League (1x)

2009/10
- Europacup II (3x)

1976/77, 1994/95, 1998/99
- UEFA Cup (6x)

1971/72, 1973/74, 1975/76, 1979/80, 2005/06, 2007/08
- Intertoto Cup (3x)

1995, 1996, 2006

## Bekende (oud-)spelers
- Richard Arends
- Samúel Friðjónsson
- Hallgrímur Jónasson
- Elías Már Ómarsson
- Arnór Ingvi Traustason